# Area di manovra
L'area di manovra è quella parte di aeroporto destinata al decollo, all'atterraggio ed al rullaggio degli aeromobili, ad eccezione dei piazzali.
Fanno parte dell'area di manovra:
- La pista (decollo, atterraggio)
- Le vie di rullaggio, anche dette taxiway (raccordi dal parcheggio alla pista)

L'area di manovra fa parte dell'area di movimento che comprende anche i parcheggi per gli aeromobili, detti piazzali.
In tutti gli aeroporti di dimensioni maggiori viene usata una particolare segnaletica che consiste in cartelli e disegni sull'asfalto (simili alle strisce che vengono utilizzate sulle strade e autostrade). Negli aeroporti più grandi, inoltre, i piloti possono usufruire di un servizio radio in cui comunicano il giusto percorso da seguire.